# Nicolaus Hartmann
Nicolaus Hartmann (Sankt Moritz, 2 maggio 1880 – Sankt Moritz, 17 luglio 1956) è stato un architetto svizzero.

## Biografia

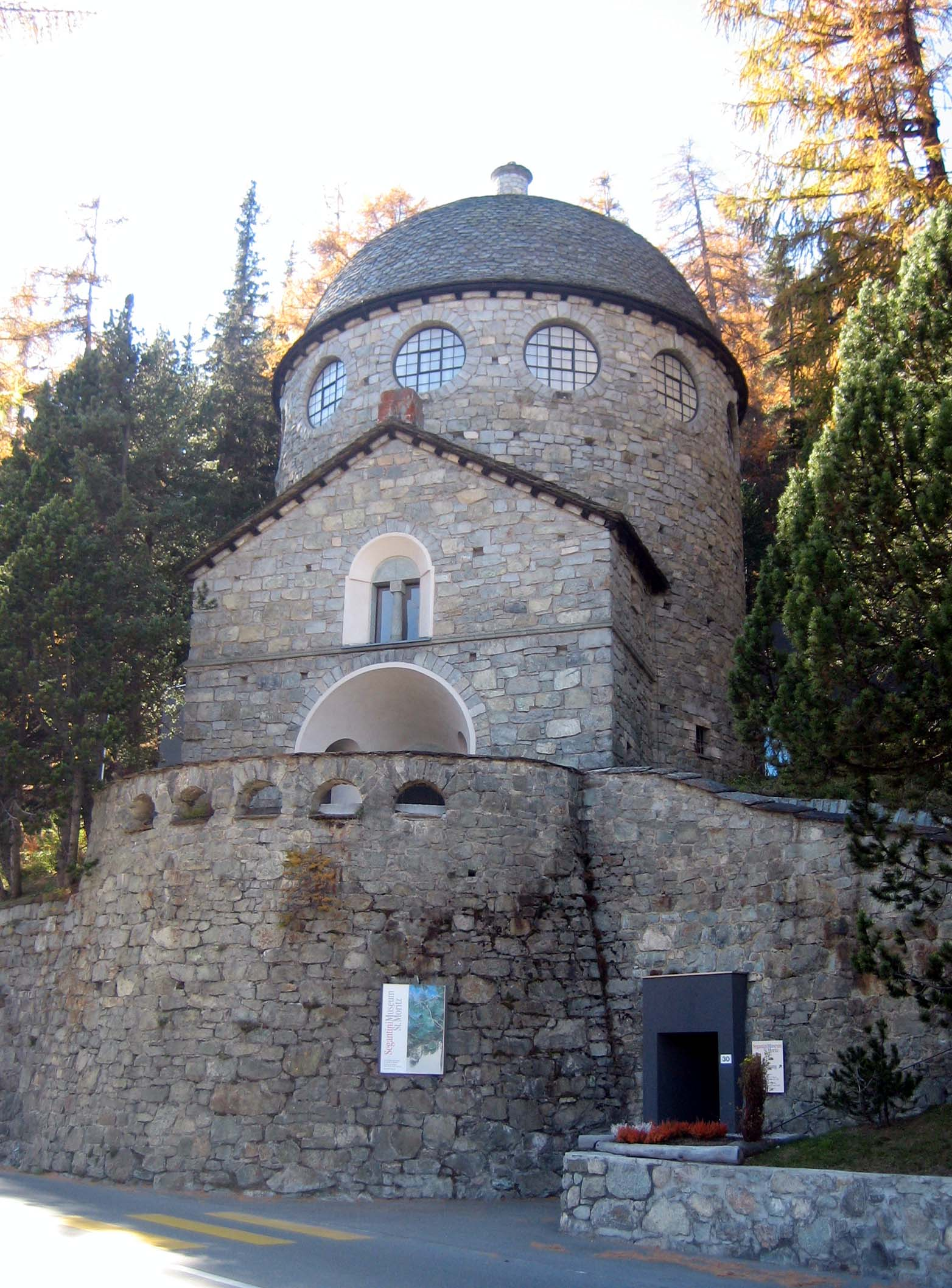
Il Museo Segantini a Sankt Moritz

Ultimo dei quattro figli dell'architetto Nicolaus e di Lina Meisser, dopo la scuola elementare frequentata a Sankt Moritz frequentò la scuola industriale a Losanna (1897-1900). In seguito si iscrisse al Politecnico di Stoccarda dove fu allievo dell'architetto e professore Theodor Fischer (1900-03) col quale rimase legato anche dopo gli studi da un rapporto di amicizia. 
Nel 1903, in seguito alla morte improvvisa del padre ne rilevò lo studio di architettura e l'impresa di costruzione. 
Promotore dell'associazione Heimatschutz Svizzera, nel 1905 fu cofondatore della sua sezione grigionese. Con il suo Museo dell'Engadina a Sankt Moritz (1905) realizzò la copia fedele di una tradizionale casa engadinese. Nel 1906 sposò Augusta Cavegn di Ilanz, dal matrimonio nacquero due figli.
Negli anni prima del primo conflitto mondiale Hartmann progettò diverse costruzioni nelle quali riprese le tipiche forme architettoniche della tradizione engadinese: diverse residenze private, la ristrutturazione dell'Hotel Margna di Sankt Moritz, l'edificio amministrativo della Ferrovia retica a Coira, l'hotel Alpenrose a Sils Maria (1905-08) e l'hotel Silvretta a Klosters, il Museo Segantini a Sankt Moritz, il liceo di Zuoz e un ampliamento dell'Hotel Palace di Sankt Moritz. Negli anni '20 la sua fama si diffuse oltre i confini dei Grigioni. Nel 1936, diversi anni dopo la morte della prima moglie, si sposò con Bertel Wolf.
Per il Museo Segantini a Sankt Moritz (1908) e l'edificio amministrativo della Ferrovia retica a Coira (1907-10) fece ricorso a un linguaggio formale tendente alla monumentalizzazione e caratterizzato dalla simmetria degli elementi. 
Accanto a opere singole, si occupò anche di questioni di pianificazione urbanistica (concorso per la progettazione urbanistica di Samedan, 1914; progetto preliminare per una riforma agraria a Sankt Moritz, 1915; progetto di ricostruzione del villaggio di Sent, distrutto da un incendio, 1921), progettò inoltre alcune centrali idroelettriche (la centrale Palü a Poschiavo, centrali a Davos e Klosters) 
L'importanza di Hartmann risiede nella sua rivalutazione della qualità del lavoro artigianale, delle forme e dei materiali dell'architettura regionale; per tutta la vita rimase fedele a un linguaggio architettonico legato alla tradizione. 
Ricoprì diversi ruoli nell'amministrazione locale di Sankt Moritz, contribuendo alla crescita della celebre località turistica. Dal 1927 al 1942 fece parte del consiglio scolastico svizzero.
Si spense nel luglio del 1956 in seguito ad un lungo periodo di malattia.